# Orient Bank
O Orient Bank é um banco comercial de Uganda, licenciado pelo Bank of Uganda (BOU), o Banco Central e o regulador bancário nacional.

## Localização
A sede e a agência principal do banco estão localizadas na Orient Plaza, 14 Kampala Road, no distrito comercial central de Campala, capital de Uganda e maior cidade.

## Visão geral
O banco está envolvido em todos os aspectos comerciais, com ênfase na prestação de serviços bancários a organizações não-governamentais e seus funcionários. Em dezembro de 2018, o total de ativos do banco estava avaliado em UGX: 749,86 bilhões (US $ 205,2 milhões), com patrimônio líquido da UGX: 114,8 bilhões (aproximadamente US $ 31,42 milhões).

## História
O banco foi fundado em 1993 por um grupo de empresários, todos relacionados por laços familiares ou consagrados pelo matrimonio.
Em 1996, o banco abriu sua segunda agência na cidade de Jinja, a cerca de uma hora de carro a leste da capital Campala. Em 2002, o banco adquiriu o Trans-Africa Bank Limited, declarado insolvente pelo BOU.
Após uma série de falências bancárias em Uganda nos anos 90 e início dos anos 2000, as leis bancárias em Uganda foram alteradas para impedir que os membros da família fossem donos de mais de 49% na mesma instituição financeira. O Orient Bank recebeu um período de carência para encontrar um investidor adequado.
Em abril de 2009, o Bank PHB Group, um grupo de serviços financeiros nigeriano, adquiriu 80% de participação no Orient Bank por um pagamento em dinheiro de US $ 62 milhões. Em agosto de 2011, o próprio grupo foi declarado insolvente pelo Banco Central da Nigéria, e seus ativos e alguns passivos foram adquiridos pelo Keystone Bank Limited, de propriedade do Governo Federal da Nigéria.
Em julho de 2014, a mídia internacional informou que o Keystone Bank planejava se desfazer do Orient Bank.  Em fevereiro de 2015, o Keystone Bank se desfez do Orient Bank vendendo 42% de participação para uma empresa de private equity 8 Miles Fund, cujos acionistas incluem o artista e ativista Bob Geldof, e os 38% restantes foram vendidos para três indivíduos, a saber, Ketan Morjaria (um dos fundadores do banco), Alemayehu Fisseha e Zhong Shuang Quan.

## Propriedade
A participação acionária do banco está representada na tabela abaixo:
| Classificação | Nome do proprietário | Porcentagem de Propriedade |
| ------------- | -------------------- | -------------------------- |
| 1             | Ketan Morjaria       | 49,0                       |
| 2             | 8 Miles Fund         | 42,0                       |
| 3             | Alemayehu Fisseha    | 4.5                        |
| 4             | Zhong Shuang Quan    | 4.5                        |
|               | Total                | 100,0                      |

## Governança
O banco é governado por um conselho de administração de sete pessoas, dois dos quais são diretores executivos e os outros cinco não são. Michael Cook, um dos diretores não executivos, é o presidente. Julius Kakeeto é o diretor administrativo e diretor executivo.

## Rede de agências
Em dezembro de 2017, o banco possuía uma rede de agências nas regiões central, leste e norte do Uganda. As agências do banco incluíram os seguintes locais:
1. Filial principal - Orient Plaza, 6 / 6A Kampala Road, Campala
2. Ramo de acácia: Shopping Acacia, Kisementi, Kololo, Campala
3. Filial de Arua: 12 Avenue Road, Arua
4. Filial Ben Kiwanuka: Haider Plaza, Rua Ben Kiwanuka, Campala
5. Ramo de Bweyogerere: Casa Mamerito, Jinja Road, Bweyogerere
6. Filial do centro de Entebbe: 29 Campala Road, Entebbe
7. Filial do Aeroporto de Entebbe: Aeroporto Internacional de Entebbe
8. Ramo Garden City: Centro Comercial Garden City, Yusuf Lule Road, Campala[16]
9. Ramo Gulu: 15 Edifício Lamho, Awere Road, Praça do Mercado, Gulu
10. Ramo Jinja: 8 Lady Alice Muloki Road, Jinja
11. Filial de Kabalagala: 1900 Ggaba Road, Kabalagala, Campala[17]
12. Ramo Katwe: Shopping Center Muganzirwazza, Muteesa I Road, Katwe, Campala
13. Ramo de Kawempe: 78 Bombo Road, Kawempe, Campala
14. Ramo Kikuubo: Grad Corner House, Kikuubo, Campala
15. Ramo Kisekka: Lohana Arcade, Nkivubo Road, Campala
16. Ramo Kololo: Jardins Nyonyi, 16/17 Wampeewo Avenue, Kololo, Campala
17. Ramo Makerere: Praça de compras de presunto, Makerere Hill Road, Makerere, Campala
18. Mbale Branch: 23 Naboa Road, Mbale
19. Mbarara Branch: 73 High Street, Mbarara
20. Ramo da estrada de Nkrumah: Mirembe Arcade, Nkrumah Road, Campala
21. Filial de Ntinda: Capital Shoppers Mall, Ntinda Road, Ntinda
22. William Street Branch - Rua William, Campala.